# 兵庫県立伊丹高等学校
兵庫県立伊丹高等学校（ひょうごけんりついたみこうとうがっこう）は、兵庫県伊丹市にある県立の高等学校。

## 概要
1902年に兵庫県立の旧制中学では県内で8番目に設立。愛称は「県高」（けんこう）や「けんいた」。
普通科が設置され、特色選抜にて、GLiS（グリス、Glocal Leaders in Science）類型の募集も行っている。2015年にSGH（Super Global High school「スーパーグローバルハイスクール」）の認定を文部科学省から受けている。文武両道を掲げており勉学の面では1時間目に75分授業を取り入れ、2年生で自然科学類型（理系）と人文科学類型（文系）に分かれ、3年生では文系の場合そこから国公立型と私立型と各々の進路に向けた指導を行う。
1971年より服装の自由化が生徒総会で決議され、私服登校が可能となった。しかし、式典や行事などはマナー向上の一環として、規準服（制服）の着用を義務づける日がある。文化祭の「県伊祭」（けんいさい）では2日連続で行われ、そのうちの1日は一般公開されている。
校内には自然池や築山などがあり、正門から本館までの道の両側には桜の木や創立以来からの記念碑などがある。北側と西側、南側の一部は中部方面総監部が置かれている陸上自衛隊伊丹駐屯地が隣接している。伊丹空港が近くにあり、高校の真上を飛行機が通過するため、騒音対策としてほとんどの教室の窓が二重窓になっている。そのために教室にはエアコンが備わっている。
創立100周年式典に合わせて校内に多目的ホール「緑創館」（りょくそうかん）が建設された。施設内1階はエントランスホール、小会議室、会議室、小和室、和室、シャワールーム、車椅子専用トイレがあり、2階には300人収容可能の大ホールがある。合宿やセミナーハウスとして利用されることもある。
1992年に伊丹映画祭でグリーンリボン賞を受賞した三原光尋監督作品、「真夏のビタミン」のロケ地となった。落語家になる前の桂枝雀が校務員として勤めていた。

## 沿革

### 旧制兵庫県立伊丹中学校
- 1902年 阪神間最初の県立中学校として開校。
- 1903年 校舎完成。（現、伊丹市立北中学校の地）
- 1910年 生徒徳性涵養の3徳目を定める。「誠実・克己・忠恕」
- 1911年 乃木希典来校、授業参観。皇太子（大正天皇）行啓、合同体操参観。
- 1924年 剣道部全国中学校剣道大会で優勝。
- 1949年 第44回卒業式。（全国の旧制中学校消滅）

### 旧制兵庫県立伊丹高等女学校
- 1921年 川辺郡立高等女学校として開校。
- 1922年 兵庫県立伊丹高等女学校と改称。
- 1923年 校舎完成。（現、伊丹市行基町の地）
- 1927年 校訓を定める。「つつましく・つよく・正しく・すこやかに」
- 1936年 校訓を改める。「至誠一貫」
- 1949年 第24回卒業式。（全国の旧制高等女学校消滅）

### 兵庫県立伊丹高等学校
- 1948年 上記二校を統合し、兵庫県立伊丹高等学校と校名変更、男女共学となる。
- 1964年 猪名川分校併設。
- 1971年 総合選抜実施。
- 1975年 猪名川分校閉校、県立猪名川高等学校開校。
- 2001年 創立100周年に合わせ緑創館建設、翌年完成。
- 2006年 全（北館、中央棟、本館、南館）耐震補強工事完了。
- 2009年 総合選抜廃止。
- 2015年 部室棟 耐震補強工事完了。

## 著名な卒業生
※印は旧制伊丹中学校、※※印は旧制伊丹高等女学校の卒業生
- 横山エンタツ（中退、漫才師）※
- 加賀一郎（陸上競技・短距離走選手、アントワープ五輪日本代表）※
- 藤田信男（東京六大学野球・法政大学初代優勝監督、後に野球殿堂入り）※
- 辻野久憲（翻訳家、文芸評論家）※
- 奥田安弘（中央大学大学院法務研究科教授）
- 荒川祐吉（神戸大学名誉教授）※
- 赤岡功（京都大学名誉教授）
- 筆坂秀世（元・参議院議員）
- 笑福亭呂鶴（落語家）
- 奥克彦（元・英国大使館参事官、殉職後に大使昇任）
- 小川進（神戸大学教授）
- 石田靖（お笑いタレント）
- 大山英雄（お笑いタレント）
- 麻樹ゆめみ（元宝塚歌劇団雪組娘役）
- 米本拓司（サッカー選手、名古屋グランパス所属）
- 伊丹公子（俳人、詩人）※※
- 桜井周（衆議院議員）
- 吉岡生夫（歌人）
- 森岡毅（マーケター、戦略家、実業家。刀代表取締役CEO）
- 青山裕次（舞台俳優、演劇指導者）
- 渡辺とく子（女優）
- 小西彦治（元・兵庫県議会議員）

## 部活動
- 運動部 - 陸上競技、ラグビー、バレーボール、バスケットボール、サッカー、剣道、柔道、弓道、野球、水泳、卓球、テニス、ソフトテニス、なぎなた、ハンドボール、バドミントン
- 文化部 - 吹奏楽、コーラス、演劇、美術、ESS、琴、放送、家庭科、科学研究、茶華道、写真、フォークソング、文芸・漫画研究、囲碁将棋

## アクセス
- JR福知山線（JR宝塚線）北伊丹駅 徒歩約15分
- 伊丹市営バス「県高前」停留所、阪急バス「県立高校前」停留所 徒歩約3分（バス停留所は同じ場所）